# Историја Грузије
Још од времена Антике на подручју Грузије постојала су моћна и независна краљевства. Краљевине Колхида и Иберија су још у 4. веку примиле хришћанство, па се Грузија може уврстити међу најстарије хришћанске земље на свету. Свој највећи успон грузијска држава доживела је током 11. и 12. века, поготово у време владавине краља Давида IV и краљице Тамаре. Почетком 19. века грузијске државе долазе под власт Русије, а 1921. године Грузија постаје делом Совјетског Савеза као Грузијска ССР. Распадом Совјетског Савеза 1991. године, Грузија постаје самостална држава, а период транзиције ка капиталистичком и демократском друштву током 1990-их година био је праћен великим економским проблемима и оружаним сукобима у Јужној Осетији и Абхазији. Период криза и сукоба привремено је окончано Револуцијом ружа у новембру 2003. године, у којој је смењен тадашњи председник Едуард Шеварнадзе. Почетком августа 2008. године, у Јужној Осетији је дошло до сукоба државе са локалним властима у које се умешала и Русија, а који су окончани одцепљењем Јужне Осетије и Абхазије од Грузије.
Територија данашње Грузије насељена је Homo erectusima још од палеолита. Писана историја датира прва прото-грузијска племена још у 12. век пре нове ере. Археолошки налази и референце у античким изворима откривају елементе раних политичких и државних формација које карактерише напредна металургија и златарске технике које датирају из 7. века п. н. е. и раније. У ствари, рана металургија почела је у Грузији током 6. миленијума п. н. е, повезана је са Шулавери-Шоме културом.

### Античко доба
У грчкој митологији, Колхида је било место где су Јасон и Аргонаути тражили златно руно, према епској причи  "Аргонаутика"  Аполонија Рођанина. Помињање златног руна у миту можда произлази из праксе коришћења руна при просејавање златне прашине из реке. Колхида је била поприште Лазичког рата (Колхидског рата), где су се сукобили Византија и Сасанидско царство.
У времену од 653. до 333. п. н. е. успеле су се одбранити од покушаја освајања Медијског царства, Персијског царства, а пред крај 3. век п. н. е. и од напада Александра Великога. Иберија и Колхида су се одупрела и нападима осталих хеленистичких владара, иако је утицај грчке културе и језика изражен у насељима краљевства Колхиде, док у градовима краљевства Иберије је превладао арамејски језик. У времену од 2. век п. н. е. до 2. ст. Грузија је била средиште борби Римског царства, моћног краљевства Јерменије и кратковјечног Краљевства Понт.
Године 189. п. н. е. краљевство Јерменије освојило је више од половине Иберије, а владар Митридат VI од Понта између 120. п. н. е. и 63. п. н. е. освојио је цело краљевство Колхиду и припојио га Понту. Краљевство Јерменије и Краљевство Понт шире се на рачун територије Рима, због чега римска војска 65. п. н. е. под генералом Помпејом напад Иберију (због добрих односа са Јерменијом), Јерменију и Понт, узимајући велик део територије натраг. Римљани освојено подручје краљевства Колхиде ставља под своју управу као римску провинцију, Краљевство Понт је потпуно разорено, а Иберија се успела одржати. Ипак 19 година (36. п. н. е.) касније у новом походу Римљани присиљавају иберијског краља, да им се придружи у војном походу против Албаније (на Кавказу).
Након што је Римско царство освојило Кавказ 66. године од партског царства, Грузијско краљевство, с прекидима је клијентска држава Римског царства и савезника за готово 400 година. Од 1. века штована су паганска веровања, култ Митре и зороастризам. Године 337, године, краљ Миријан III прогласио је хришћанство као државну религију, дајући велики подстицај за развој књижевности, уметности, те игра кључну улогу у формирању јединствене грузијске нације. Краљевство се затим ефективно веже уз Источно римско царство, које ће вршити снажан утицај на Грузију готово хиљаду година, одређујући у великој мери данашњи културни идентитет Грузије.
Следећих 600 година историје Грузије обележено је борбама Рима и Персије, односно Парта и сасанидског Персијског царства за доминацију на подручју.
У 2. веку Краљевство Иберије је ојачало, нарочито у време владавине краља Фарасманеса II, Који је остварио потпуну независност од Рима, а од ослабљеног Јерменског краљевства повратио је нека пре изгубљена подручја. У раном 3. веку Рим је изгубио и Албанију (на Кавказу) и велики део Јерменије од Сасанидског царства, а провинција Лазикум је првобитно добила је значајну независност од Рима, коју је истокристила те до краја века постала независно краљевство Лазика-Егриси и одржала се готово 250 година до 562. г. када је постала део Византијског царства.
Године 327. Краљевство Иберија је као једна од првих држава прогласило хришћанство државном вером. Миријан III био је први хришћански цар Иберије.

### Средњи век и рани нови век
Рано краљевство распало се у ране феудалне регије до раног средњег века. Тако су лако Арапи освојили већину источне Грузије у 7. веку. Од 7. до 10. века, Грузија је део Хазарског царства. Све те разне грузијске регије неће бити уједињене у једну државу све до 11. векa.
Иако су Арапи освојили Тбилиси 645. године, Картли-Иберија су задржали знатан део независности под локалним арапским владарима. Кнез Ашот I (813—830) Постао је први владар династије Багратион која је владала краљевством. Ашот је започео готово хиљаду година дугу владавину једне династије, која је владала подручјем која барем делом чини данашњу Републику Грузију. Баграт III (1027—1072) ујединио је западну и источну Грузију. Краљевина Грузија достигла је свој врхунац у 12. до средине 13. векa. То раздобље, током владавине краља Давида IV Градитеља (1089—1125) и његове унуке Тамара (1184—1213) назива се Грузијско златно доба или Грузијска ренесанса. Ову рану грузијску ренесансу, која претходи европској ренесанси обележиле су импресивне војне победе, територијална ширења, културне ренесансе у архитектури, књижевности, историји и науци. Грузијско златно доба оставило је у наслеђе велике катедрале, романтичну поезију и књижевност и епску песму "Витез у тигровој кожи" груз. ვეფხისტყაოსანი
Давид Градитељ покренуо је Златно доба прогоном Турака Селџука из земље, победивши у бици на Дидгорију 1121. године, ширећи грузијски политички и културни утицај на југ Јерменије и на исток до Каспијског језера.
Двадесетдеветогодишња владавина Тамаре, прве жене владара Грузије, сматра се најуспјешнијом у грузијској историји. Тамара је добила титулу "краљ краљева" (mepe mepeta). Успела је неутралисати опозицију и енергично водила спољну политику, додатно потпомогнуте падом моћи супарника - Селџука и Византије. Уз подршку моћне војне елите, Тамара је надограђивала успехе својих претходника и додатно учвршћавала царство које доминира Кавказом, ширећи се на велике делове Азербајџана, Јерменије, исток Турске и делове северног Ирана.  Ти успеси трају до продора Монгола, у року од две деценије након Тамарине смрти 1213. године.
Оживљавање Краљевине Грузије почиње поново за владавине Гиоргија V, сина Деметра II, који је протерао Монголе, и добио надимак "Бриљантни" због своје улоге у обнови претходне снаге и хришћанске културе земље. Гиорги V је био последњи велики краљ уједињене грузијске државе. Након његове смрти, различити локални владари борили су се за своју независност од Грузије. То је трајало до коначног распада краљевине у 15. веку. Грузија је додатно ослабљена након неколико катастрофалних провала Тамерлана, монголског владара, познатог као оснивача Тимуридског царства. Учестале инвазије нису давале довољно времена за опоравак. Дошло је до безвлађа 1466. године и Грузија је подељена на три независна краљевства и пет полунезависних кнежевина. Суседна велика царства касније искориштавају унутрашње поделе. Од почетка 16. до почетка 19. века Сафавиди (касније и Афшаридско царство) и Османлијско царство, покорили су и подредили себи источне и западне крајеве Грузије. Владари подручја која су остала делимично аутономна, у разним приликама организовали су побуне. Међутим, касније османске и иранске инвазије додатно су ослабиле локална краљевства и регије. Као резултат непрестаних ратова и протеривања, популација Грузије је смањена на 250.000 крајем 18. века. Источна Грузија, састављена од регија Картли и Кахетије, обе под иранском влашћу, подељене су подједнако између Отоманског царства и Ирана Миром у Амасји.
Од средине 15. века, владари источних и западних царстава, тражили су помоћ западних европских сила, али без успеха. Недостатак помоћи Запада, довео је касније Грузију у позицију тражити помоћ Петра Великог и Руског царства, из чијег загрљаја се никад није вратила.
Смрћу шаха Надара 1747. године, два велика грузијска источна краљевства ослободила су се иранске контроле и поново се ујединили у Краљевство Картли и Кахетије под енергичним краљем Ираклијем II 1762. године. Стабилизовао је земљу, којој је била гарантована аутономија током целог периода владавине династије Занд.

### Грузија у Руском царству
Године 1783, Руско царство и источно грузијско краљевство Картли и Кахетије потписали су Георгијевски уговор (трактат). Уговором, којим је препозната спона грузијских и руских људи у виду православних хришћана, Грузија је постала руски протекторат, са гарантованим територијалним интегритетом и наставком владавине Багатриона, у замену за повластицу вођења грузијских спољних послова. Према том уговору, Грузија се одрекла било које зависности о Персији или неких других моћника, те је сваки грузијски владар морао тражити потврду и инвеституру руског цара..
Међутим, упркос том залагању за одбрану Грузије, Русија није допринела никаквом помоћи током Иранске инвазије 1795. године. Године 1801, крше се одредбе Георгијевског уговора. Русија анектира источну Грузију, укида краљевску династију Багратион, као и аутокефалност грузијске православне Цркве.
Дана 22. децембра 1800. године, цар Павле, на наводни захтев грузијског краља Гиоргија XII, потписао је проглас о инкорпорирању Картлије-Кахетије у Руско царство, које је завршено указом 8. јануарa 1801. године и потврдио цар Александар 12. септембра 1801. године. Грузијски изасланик у Санкт Петербург у предао је протестну ноту, која је представљена руском проректор, принцу Куракина. У мају 1801. године, под надзором генерала фон Кноринга, Царска Русија преноси власт над источном Грузијом влади под вођством генерала Ивана Петровича Лазарева.
У лето 1805. године, руски војници су на реци Аскерани поразили ирански војску у склопу Руско-персијског рата, и тако спасили Тбилиси од поновне иранске окупације. Тада Тбилиси и званично постаје делом руске царске територије. Руска врховна власт над источном Грузијом службено је запечаћена склапањем Гулистанског уговора 1813. године између Руског царства и Персије, којим су делови данашњег Дагестана, већинског подручја Азербејџана и делови северне Јерменије, уступљени Русији од стране Персије. Након анексије источне Грузије, западно грузијско краљевство Имеретија је анектирано од стране Александра I. Последњи имеретски краљ и последњи грузијски владар династије Багратион, Соломон II умро је у прогонству 1815. године.
Од 1803. до 1878. године, као резултат бројних руских ратова против Османлија, неколико грузијских, претходно изгубљених територија (као нпр. Аџарија) су обновљена и такође укључена у састав Руског царства. Кнежевина Гурија је укинута и укључена у састав Царства 1828. године, а Мингрелија 1857. године. Подручје Сванетије је постепено припојено од 1857. до 1859. године.

### Декларација о независности
Након Руске револуције 1917. године, Грузија је прогласила независност 26. мајa 1918, у јеку Руског грађанског рата. Мењшевици, Грузијска Социјално-демократска партија освојила је већину мандата на парламентарним изборима. Њихов вођа, Ное Џорданиа, постао је премијер.
Године 1918, Грузијски-јерменски рат, који је избио у деловима грузијских покрајина насељених углавном Јерменима, завршио је због британске интервенције. Независност земље није дуго трајала. Грузија је била под британском заштитом од 1918−1920 године.

### Грузија у Совјетском Савезу
У фебруару 1921. Грузију је напала Црвена армија. Грузијска војска је поражена, а социјалдемократска влада је побегла из земље. Дана 25. фебруарa 1921. године, Црвена армија је ушла у Тбилиси и инсталирала комунистичку власт лојалну Москви, на челу са грузијским бољшевиком Махарадзеом Ипак, постојао је значајан отпор бољшевицима, што је резултирало устанком у августу 1824. године. Совјетска власт је успостављена након гушења устанка. Грузија је уграђена у састав закавкаске Социјалистичке Федеративне Совјетске Републике, која је обједињавала Грузију, Јерменију и Азербејџан. Касније, 1936. године, закавкаска СФСР је разједињена у саставнице и тада је настала Грузијска Совјетска Социјалистичка Република.
Јосиф Висарионович Стаљин, етнички Грузијац, био је истакнут међу бољшевицима. Успео се на највиши положај, те је водио СССР од 3. априлa 1922. године, све до своје смрти 5. мартa 1953. године.
Од 1941. до 1945. године, за време Другог светског рата, готово 700.000 Грузијаца се борило на страни Црвене армије против Нацистичке Немачке. Било их је који су се борили и на противничкој страни. Више од половине војника погинуло је у борбама.
Дана 9. априлa 1989. године, мирни протест у Тбилисију крваво је завршио убиством неколицине демонстраната од стране совјетске војске. Пре октобра 1990. године и избора за народну скупштину (Umaghlesi Sabcho - врховно веће), одржани су први избори у Совјетском Савезу на вишестраначкој бази. Политичка структура се поново преобликује. Иако је више радикалних група бојкотовало изборе и сазвало алтернативни форум (Национални конгрес) уз наводну подршку Москве, други део антикомунистичке опозиције уједињује се у Округли сто-Слободна Грузија око бивших дисидената попут Мераба Коставе и Звијада Гамсахурдија. Потоњи је победио великом већином, са 155 од 250 места у парламенту, док је владајућа Комунистичка партија добила само 64 места. Све остале странке нису успеле да пређу праг од 5%.

### Након обнове независности
Дана 9. априлa 1991. године, непосредно пре распада Совјетског Савеза, Грузија је прогласила независност. 26. мајa исте године, Звијад Гамсахурдиа је изабран као први председник независне Грузије. Он је подстицао грузијски национализам и обећао доказати власт Тбилисија над подручјима као што су Абхазија и Јужна Осетија, које су класификоване као аутономне области под Совјетским Савезом. Он је убрзо свргнут у државном удару, од 22. децембра 1991. до 6. јануарa 1992. године. Удар био је подстакнут од стране националне гарде и паравојне организације "Mkhedrioni" ("коњаници"). Земља је уплетена у грађански рат, који је трајао све до готово 1995. године. Едуард Шеварднадзе (совјетски министар спољних послова од 1985. до 1991. године) вратио се у Грузију у 1992. години, и придружио вођама пуча - Тенгизу Китованију и Јаби Јоселианију - на челу тријумвирата под називом "Државно веће".
Тињајући спорови унутар два региона Грузије, Абхазије и Јужне Осетије, између локалних сепаратиста и већинског грузијског становништва, избили су у велика међуетничка насиља и ратове. Уз подршку Русије, Абхазија и Јужне Осетије остварила de facto независност од Грузије, а Грузија је задржала контроле само у малим подручјима спорних територија. Године 1995. Шеварднадзе је службено изабран за председника Грузије. Око 230.000 до 250.000 Грузијаца је масакрирано или протерано из Абхазије од стране абхашкиx сепаратиста и сјевернокавкашких добровољаца (укључујући Чечене) у 1992—1993. Око 23.000 Грузијаца је напустило Јужну Осетију. Многе осетске породице биле су приморане да напусте своје домове у Боржоми региону и преселе у Русију.
Године 2003. Шеварнадзе је свргнут у Револуцији ружа, након што су грузијска опозиција и међународни посматрачи тврдили да је на парламентарним изборима 2. новембра нарушена регуларност. Револуцију су водили Михаил Сакашвили, Зураб Жванија и Нино Бурјанадзе, бивши чланови и вође Шеварнадзеове странке. Михаил Саакашвили је изабран за председника Грузије 2004. године.
Након Револуције ружа, покренуто је низ реформи са циљем јачања војних и привредних потенцијала државе. Напори нове владе, како би у југозападну аутономну републику Аџарију поновно успоставили власт, довели су до велике кризе почетком 2004. године. Успех у Аџарији подстакао је Сакашвилија у напорима да учини то исто са Јужном Осетијом, али безуспешно. Ови догађаји, заједно са оптужбама о уплетености Грузије у Други чеченски рат, резултирао је погоршањем односа са Русијом. Стога је Русија започела и потицала сецесионистичке отпоре у двема одметнутим грузијским покрајинама. Упркос све тежим односима, у мају 2005. године, Грузија и Русија су постигле споразум, што је довело до предаје руских војних база (које датирају још из времена Совјетског Савеза) Батумија и Ахалкалакија, грузијској власти. Повучена су сва лица и опрема до децембра 2007. године. Но, нису се повукли из базе Гаудата у Абхазији, што су били дужни да учине потписивањем уговора на самиту у Истанбулу 1999. године.

### Руско-грузински рат и дешавања након тога
Напетости између Грузије и Русије поново су ескалирале у априлу 2008. године. Јужноосетски сепаратисти направили су први чин насиља када су разнели грузијско војно возило 1. августa. У експлозији је рањено пет припадника грузијских мировних снага. Као одговор на тај чин, грузијски снајперисти напали су јужноосетске полицајце. Сепаратисти потом гранатирају грузијска насеља. Озбиљни инциденти настављени су читав недељу. 7. августa Сакашвили је најавио једнострано примирје. Но, сепаратисти су наставили нападати грузијска села која су се налазила у зони сукоба. Грузијски војници су узвратили ватру и почели напредовати према главном граду самопроглашене Републике Јужне Осетије, Цхинвали. Према руском војном стручњаку Павелу Фелгенхауер, Осети су намерно провоцирали Грузијце, како би дали Русији повода за инвазију на Грузију. То се и јесте десило, јер је део регуларне војске (немиротвораца) већ прешао у Јужну Осетију и пре грузијског напада.
Дана 8. августа у средиште Цхинвалија пристигло је 1.500 грузијских снага. Русија лажно оптужује Грузију за агресију и под кринком мировне операције напада Грузију исти дан. Руска војска која је пристигла у Цхинвали отерала је грузијску војску у року од пет дана, а покренули су и ваздушне нападе на грузијске војне објекте на територији Грузије. Абхази, на другој страни, отварају ново ратно жариште, нападајући долину Кодори, која је у саставу Абхазије, али га је у том тренутку била под грузијском контролом. Руске снаге заузимају грузијске градове: Зугдиди, Сенаки, Поти, и Гори. Потоњи су заузели након договореног прекида ватре. Руска црноморска флота блокирала је грузијску обалу.
За време, и након рата, снаге Јужне Осетије и ирегуларне полицијске снаге спроводиле су кампање етничког чишћења Грузијаца у Јужној Осетији. Грузијска села у околини Цхинвалија била су уништена након завршетка рата. Ратом је расељено 192.000 људи. Многи су били у могућности да се врате у своје домове након рата, али годину дана након, још увек 30.000 Грузијаца је било расељено. Вођа Јужне Осетије Едуард Кокојти рекао је да никад неће допустити Грузијцима да се врате.